# Dragonada

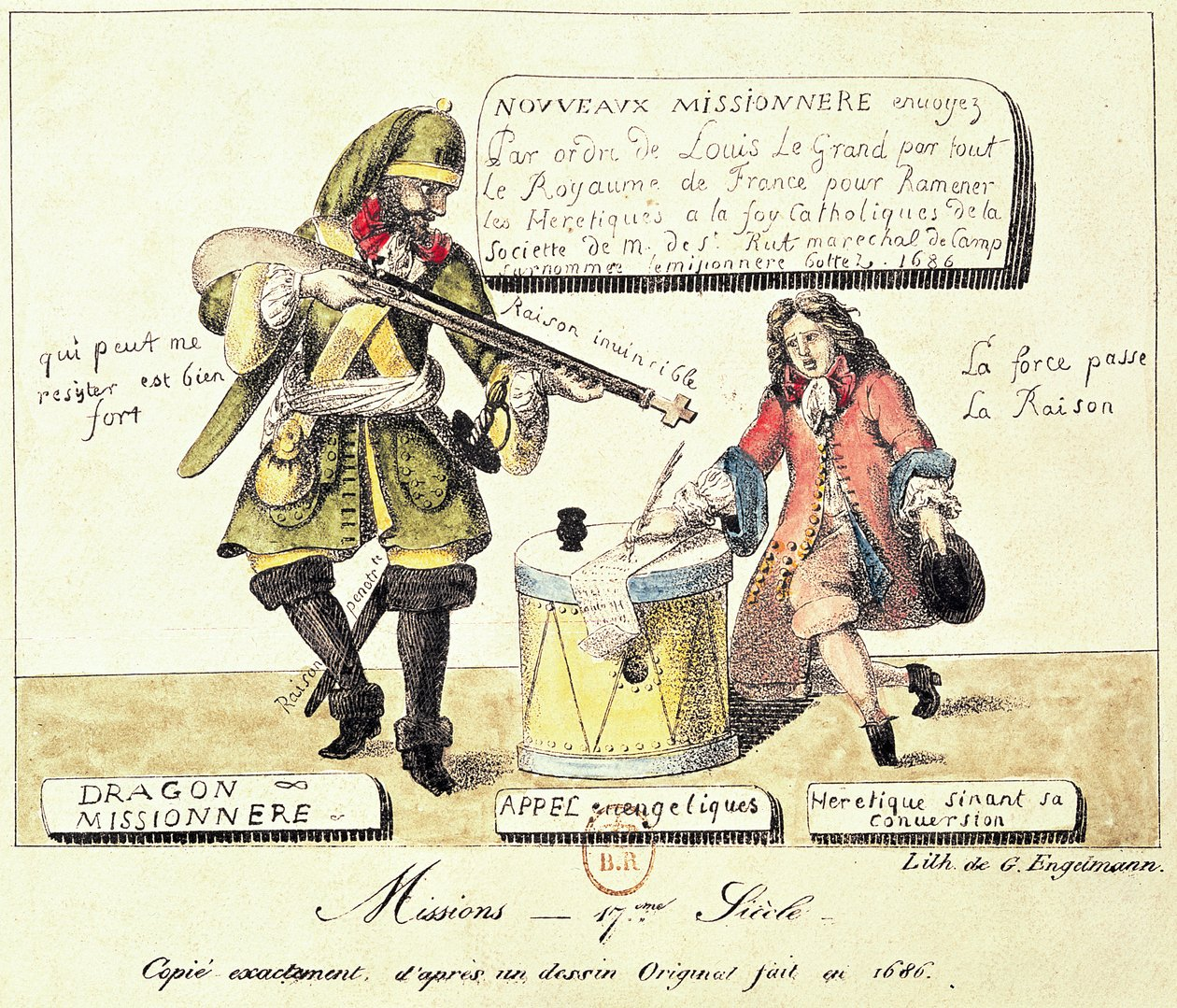
Grabado protestante representando les dragonnades francesas durante el reinado de Luis XIV.
Fuente: Musée internationale de la Réforme protestante, Ginebra.

La dragonada (del francés dragonnade, de dragón, cuerpo militar) es el nombre con el que se conoce una política de represión y abusos aplicada por las tropas reales de Luis XIV de Francia contra la población insumisa durante el siglo XVII en Francia. Fue utilizada por primera vez en 1675 en Bretaña como medida de castigo tras la «revuelta del papel sellado» o «revuelta de los bonetes rojos», y a partir de agosto de 1681 contra la población de religión protestante. Consistía en obligar a los habitantes a alojar y alimentar a compañías de dragones en su casa, los cuales tenían carta blanca para vejar y torturar a sus anfitriones y saquear sus pertenencias si no renegaban de su religión y rehusaban convertirse al catolicismo.

## Las dragonadas bajo Luis XIV
Si bien era relativamente habitual alojar temporalmente tropas en casa de los habitantes, el duque de Chaulnes recurrió por primera vez a las dragonadas para controlar una sedición contra los impuestos iniciada en Bretaña en 1675, la revuelta del papel sellado. Una vez aplastada la revuelta, los dragones permanecieron en las casas de los civiles, que tenían que asumir su mantenimiento como medida de castigo. Se permitió además a las compañías de dragones todas las exacciones que se autorizaban habitualmente en territorios conquistados: pillaje, brutalidad y violaciones.
La práctica fue retomada en 1681 en Poitou por los intendentes René de Marillac y Lamoignon de Basville, amparados por el marqués de Louvois, a la sazón ministro de la guerra de Luis XIV, que envió a los dragones con la misión de convertir a las comunidades protestantes por la fuerza. Entre agosto y noviembre, y solo en el Alto Poitou, se registraron 30 000 conversiones y los hugonotes de la región emigraron en masa, particularmente a Inglaterra donde el monarca Carlos II les ofreció protección. Si bien estos resultados fueron alabados, la violencia de las medidas de coerción fue condenada y el Intendente desplazado temporalmente. Antes de 1685, año de la revocación del edicto de Nantes, otras regiones sufrieron las dragonadas, como el Vivarais, los Cévennes y el Bearn donde todos los templos protestantes fueron destruidos.
El edicto de Fontainebleau, que revocaba el de Nantes, legalizó las dragonadas que se intensificaron y se extendieron a todas las regiones de Francia. En la généralité de Burdeos, se consiguieron 60.000 conversiones en la primera semana de septiembre de 1685. Comentando el éxito de las dragonadas, el ministro Louvois se felicitó a finales de 1685 de que gracias a ellas, en dos semanas se habían conseguido 30 000 conversiones en la provincia del Delfinado y 25 000 en solo seis días en el Languedoc. En la ciudad de Rouen, el ministro Louvois pidió que se tuviera cuidado de no intentar convertir a los protestantes extranjeros y que se tratara con gentileza a los mercaderes y dueños de fábricas «cuya labor es útil a la provincia». A los protestantes que se resistían a convertirse, se incrementaba al máximo las cargas del alojamiento a soportar, y si seguían resistiendo, se les encarcelaba. En las zonas más "obstinadas" las tropas procedían con más violencia, como en Dieppe donde Louvois ordenó que se permitiera a los dragones comportarse de la manera más destructiva posible. En otros lugares, como en Montpellier y en Nimes, las dos plazas fuertes protestantes del Languedoc, los habitantes se convirtieron en masa sin resistencia tras haberlo decidido en asamblea pública. En muchos lugares los habitantes huían y escondían sus pertenencias ante el anuncio de la llegada de los dragones, pero en septiembre de 1685 una ordenanza les prohibió esconder sus bienes y les obligó a permanecer en sus casas y mantenerlas con todo lo necesario para alojar a los soldados. Las dragonadas prosiguieron hasta principios del siglo XVIII, en particular en Languedoc para aplastar las revueltas de los Camisards que se resistieron al orden impuesto por las tropas y los funcionarios del rey.
Una vez las conversiones obtenidas, las tropas se desplazaban a otros hogares u otros pueblos sin convertir. Cuando era necesario mantener al ejército más tiempo, como acuartelamiento de invierno por ejemplo o para mantener la presión sobre unos nuevos conversos de los que se desconfiaba, se procuraba aliviar la presión económica sobre los 'nuevos católicos' reduciendo impuestos como la talla y la gabelle o limitando el número de militares por hogar.
«Misión rechazada, dragones misioneros» son las expresiones con las que se designaban las campañas y a los ejecutores de estas intervenciones violentas y crueles. Las autoridades reales se referían también a los dragones como los «misioneros con botas» (missionnaires bottés).

## Principal fuente utilizada
- Roy L. McCullough. Coercion, Conversion and Counterinsurgency in Louis XIV's France. BRILL, Leiden, Países Bajos, 2007. 265 págs. ISBN 978-90-04-15661-6